# 迈克尔·唐利
迈克尔·布鲁斯·唐利（英語：Michael Bruce Donley，1952年10月4日—）是第22任美国空军部长。他有着30年的工作经验，曾在美国参议院、白宫及美國國防部工作。他曾担任国防部长室行政管理主任。